# A Piece of Americana
A Piece of Americana е четвъртият EP от американската пънк рок група „Офспринг“. A Piece of Americana е издаден през 1998 г.

## Песни
1. The Kids Aren't Alright 3:00
2. Pretty Fly (For A White Guy) 3:08
3. She's Got Issues 3:48
4. Why Don't You Get A Job? 2:52
5. Feelings 2:52

## Офспринг членове
- Декстър Холанд – Вокалист и китара
- Нуудълс – Китара
- Грег Кризъл – Бас китара
- Рон Уелти – Барабани